# Ustrój polityczny Włoch
Ustrój polityczny Włoch opiera się na uchwalonej 22 grudnia 1947 Konstytucji Republiki Włoskiej oraz ustawach konstytucyjnych. Włochy są demokratyczną republiką parlamentarną z elementami demokracji bezpośredniej. Na straży przestrzegania ustawy zasadniczej stoi Sąd Konstytucyjny. Do głównych zasad systemu politycznego należą republikanizm, demokracja, parlamentaryzm, decentralizacja, praworządność oraz silna pozycja praw i wolności jednostki. Władzę ustawodawczą sprawuje dwuizbowy Parlament, a wykonawczą Prezydent Republiki i Rada Ministrów. Sądownictwo powszechne należy do sędziów pokoju, trybunałów zwykłych, sądów apelacyjnych i Sądu Kasacyjnego. Gwarantem ich autonomiczności i niezawisłości jest Najwyższa Rada Sądownictwa. System uzupełniają sądy administracyjne – regionalne trybunały administracyjne i Rada Stanu oraz prokuratura, związana z sądownictwem powszechnym. Formalnie jednak konstytucja nie wypowiada się o monteskiuszowskiej zasadzie trójpodziału władzy. Włochy są państwem unitarnym, a zarazem silnie zdecentralizowanym, określanym wręcz jako zregionalizowane. Kraj podzielony jest na dwadzieścia regionów, w tym pięć o statusie specjalnym z szerokim zakresem autonomii.

## Konstytucja
Włoska ustawa zasadnicza jest zaliczana do modelowych rozwiązań konstytucjonalizmu europejskiego okresu powojennego. Weszła w życie 1 stycznia 1948, po uprzednim uchwaleniu w dniu 22 grudnia 1947. Twórcą Konstytucji (wł. Costituzione della Repubblica Italiana) była wyłoniona w wyborach powszechnych z 2 czerwca 1946 Konstytuanta (wł. Assemblea Costituente della Repubblica Italiana). Uzupełnieniem włoskiej ustawy zasadniczej są ustawy konstytucyjne, przyjmowane w takim samym trybie jak poprawki do Konstytucji. Obecna Konstytucja, na którą składa się ok. 150 artykułów, należy do najobszerniejszych spośród europejskich ustaw zasadniczych.
Główne zasady ustrojowe zawarte w pierwszej części ustawy zasadniczej to: demokratyzm, parlamentaryzm, decentralizacja władzy, praworządność i jej gwarancje oraz prawa i wolności jednostki. Podobnie jak w przypadku Republiki Federalnej Niemiec przyczyną umieszczenia w konstytucji szczegółowych i rozbudowanych definicji zasad ustrojowych było dążenie do radykalnego zerwania z systemem faszystowskim.

### Procedura zmiany
Włoska Konstytucja ma charakter sztywny. Jej zmiana wymaga nadzwyczajnej procedury w postaci dwukrotnego uchwalenia poprawek przez każdą z izb Parlamentu. Między głosowaniami w obu izbach musi minąć minimum trzy miesiące. Głosowanie w izbie wyższej obarczone jest wymogiem większości bezwzględnej. Ponadto na żądanie 20% członków jednej z izb, pięciuset tysięcy wyborców lub pięciu rad regionalnych władze zobowiązane są do zorganizowania referendum zatwierdzającego zmiany. Wnioski takie nie mogą być jednak składane, jeśli w drugim głosowaniu w każdej z izb osiągnięta została większość 2/3 głosów.

### Struktura Konstytucji
Obecna włoska ustawa zasadnicza ujęta została w następującą strukturę:
- Zasady Podstawowe (wł. Principi fondamentali)
- Prawa i Obowiązki Obywateli (wł. Diritti e Doveri dei Cittadini)
- Ustrój Republiki (wł. Ordinamento della Repubblica)
  - Parlament (wł. Il Parlamento)
  - Prezydent Republiki (wł. Il Presidente della Repubblica)
  - Rząd (wł. Il Governo)
    - Rada Ministrów (wł. Il Consiglio dei Ministri)
    - Administracja Publiczna (wł. La Pubblica Amministrazione)
    - Organy Pomocnicze (wł. Gli organi ausiliari)

  - Sądownictwo (wł. La Magistratura)
  - Regiony, Prowincje, Gminy (wł. Le Regioni, le Province, i Comuni)
  - Gwarancje Konstytucyjne (wł. Garanzie Costituzionali)
- Postanowienia Przejściowe i Końcowe (wł. Disposizioni Transitorie e Finali).

## Sąd Konstytucyjny

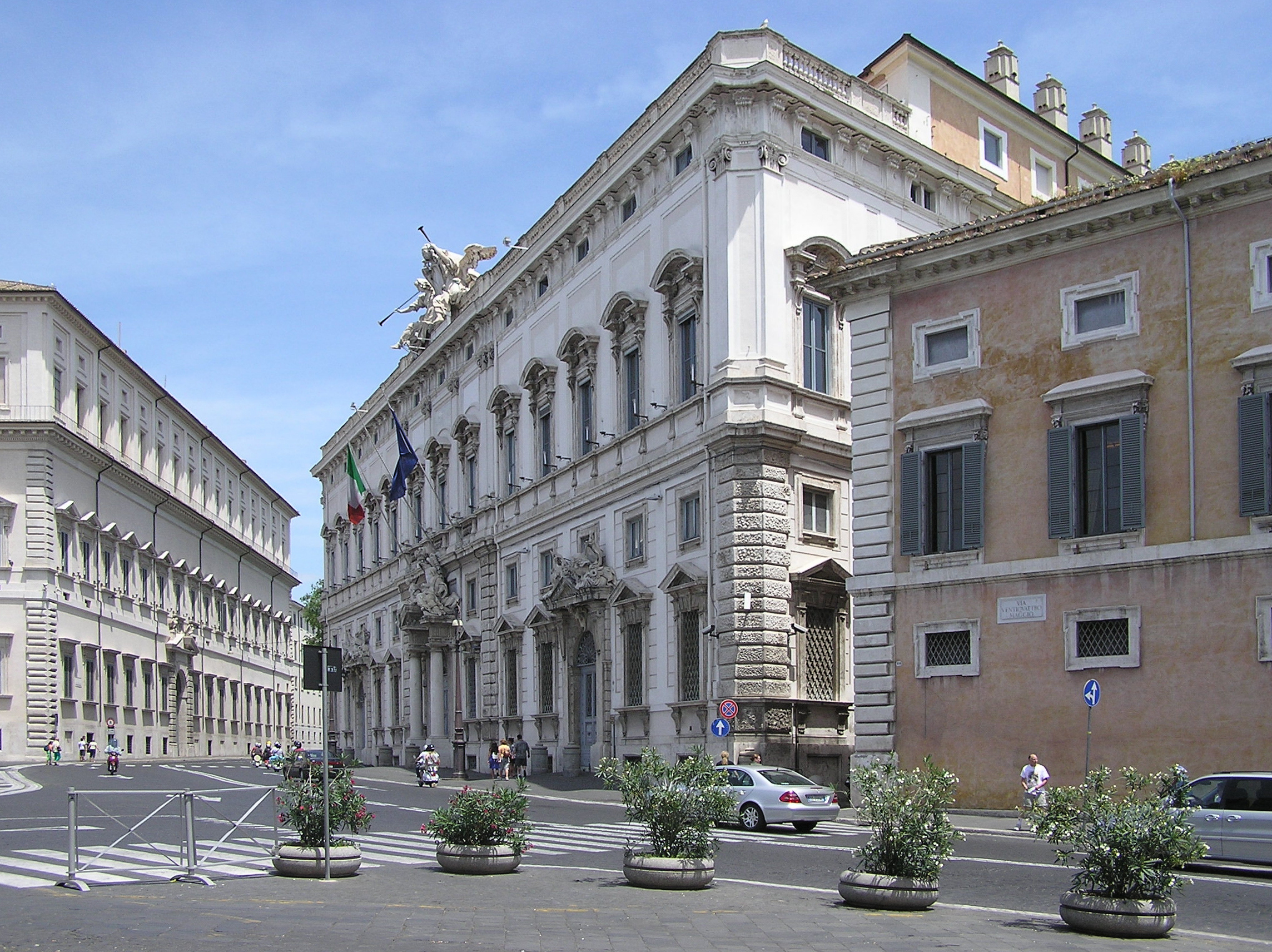
Palazzo della Consulta – siedziba Sądu Konstytucyjnego

Włoski Sąd Konstytucyjny (wł. Corte Costituzionale della Repubblica Italiana, znany też jako Corte Costituzionale – Trybunał Konstytucyjny) jest pierwszym powojennym trybunałem konstytucyjnym w Europie. Wbrew nazwie, zgodnie z literą Konstytucji nie stanowi on części władzy sądowniczej, lecz jest organem politycznym, funkcjonującym poza systemem sądów powszechnych.
W jego skład wchodzi piętnastu sędziów – pięciu nominowanych przez prezydenta, pięciu nominowanych przez obradujące wspólnie obie izby Parlamentu, trzech wybieranych przez Trybunał Kasacyjny, jeden przez Radę Stanu i jeden przez Trybunał Obrachunkowy. Dziewięcioletnia kadencja nie może być powtarzana, a funkcji sędziego Trybunału nie wolno łączyć z innymi funkcjami państwowymi.
Zakres kompetencji Trybunału obejmuje kontrolę procedury uchwalania i zgodności aktów normatywnych z ustawą zasadniczą, rozstrzyganie sporów kompetencyjnych oraz egzekwowanie odpowiedzialności konstytucyjnej. W kwestii zgodności z zasadami Konstytucji kontroli Trybunału podlegają:
- ustawy konstytucyjne (w zakresie procedury ich uchwalania);
- ustawy zwykłe;
- dekrety i tymczasowe rozporządzenia z mocą ustawy;
- ustawy regionalne[12].

Włoski Sąd Konstytucyjny rozstrzyga spory kompetencyjne pomiędzy:
- władzami państwa;
- państwem a regionem;
- regionami[13].

Ponadto Trybunał jest organem przed którym odpowiedzialność za zdradę stanu lub pogwałcenie Konstytucji ponosi Prezydent Republiki. Procedurę postawienia go przed Trybunałem rozpoczyna Parlament na wspólnym posiedzeniu obu izb (izby wyższej i izby niższej). Uchwalenie stosownego wniosku wymaga bezwzględnej większości głosów. W tym wypadku Trybunał pracuje w składzie poszerzonym o szesnastu członków wylosowanych spośród obywateli posiadających bierne prawo wyborcze w wyborach do Senatu.

## Parlament
Włoski Parlament (wł. Parlamento Italiano) jest dwuizbowy, tworzy go Izba Deputowanych (wł. Camera dei Deputati) oraz Senat (wł. Senato della Repubblica). Obie izby stanowią polityczną reprezentację suwerennego ludu, wyjątkiem od tej zasady jest możliwość mianowania pięciu senatorów dożywotnich za wybitne zasługi. Parlamentarzyści reprezentują naród i nie wiążą ich żadne dyrektywy. Obie izby mają podobną strukturę wewnętrzną, a ich członkom przysługuje immunitet oraz prawo do wynagrodzenia. Jednakowe są także reguły funkcjonowania Izby Deputowanych i Senatu – jawne obrady, wymóg zwykłej większości i zachowania kworum w głosowaniach oraz struktura wewnętrzna.

### Struktura
W obu izbach Parlamentu wyróżnia się z następujące elementy strukturalne:
- przewodniczących (Przewodniczący Izby Deputowanych – wł. Presidente della Camera dei deputati i Przewodniczący Senatu – wł. Presidente del Senato della Repubblica) – reprezentują izby, kierują ich pracami, przyjmują projekty ustaw, wnioski, zapytania i interpelacje, decydują o przesyłaniu projektów do prac komisji;
- prezydia (wł. Presidenza) – w skład prezydium wchodzi przewodniczący izby, czterech zastępców, trzech kwestorów i ośmiu sekretarzy. Prezydia rozstrzygają kwestie administracyjne;
- komitety (wł. Giunta);
  - Komitety ds. regulaminowych;
  - Komitety ds. wyborczych i immunitetu;
  - Komitet ds. odpowiedzialności deputowanych – w Izbie Deputowanych;
  - Komitet ds. europejskich – w Senacie;
- komisje (wł. Commissione) – po trzynaście dla każdej z Izb. Ich członkowie delegowani są po równej liczbie z każdej partii do danej komisji. Komisje dzielą się na:
  - problemowe;
  - specjalne;
  - nadzwyczajne[21][23].

### Kadencja
Od 1963 okres kadencji dla obu izb biegnie równolegle i wynosi równo pięć lat. Wybory do obu izb nowego parlamentu muszą się odbyć w maksymalnie 70 dni od momentu zakończenia kadencji poprzedniego parlamentu. Nowo wybrany parlament musi się spotkać w maksymalnie 20 dni od momentu wyborów. Do czasu ukonstytuowania się nowego parlamentu stary zachowuje wszystkie swoje kompetencje.
Sesje Parlamentu dzielą się na zwyczajne i nadzwyczajne. Pierwsze rozpoczynają się w pierwszy nieświąteczny dzień lutego i października, natomiast drugie wymagają inicjatywy jednego z przewodniczących izb, 1/3 członków parlamentu lub Prezydenta Republiki. Skrócenie kadencji następuje aktem Prezydenta na wniosek członków Rady Ministrów i za ich kontrasygnatą. W przypadku uruchomienia owej procedury istnieje konstytucyjny wymóg wysłuchania przewodniczących. Kadencja parlamentu nie może być przez nikogo przedłużona w czasie pokoju.

### Wybory
Parlamentarzyści wybierani są w wyborach równych, tajnych, powszechnych, bezpośrednich i w głosowaniu osobistym. Zróżnicowany jest natomiast wiek zapewniający prawa wyborcze. Do Izby Deputowanych wynosi on 18 lat (czynne) i 25 (bierne), zaś do Senatu odpowiednio 25 i 40 lat. Ponadto senatorem dożywotnim zostaje każdy były Prezydent Republiki.

#### Izba Deputowanych

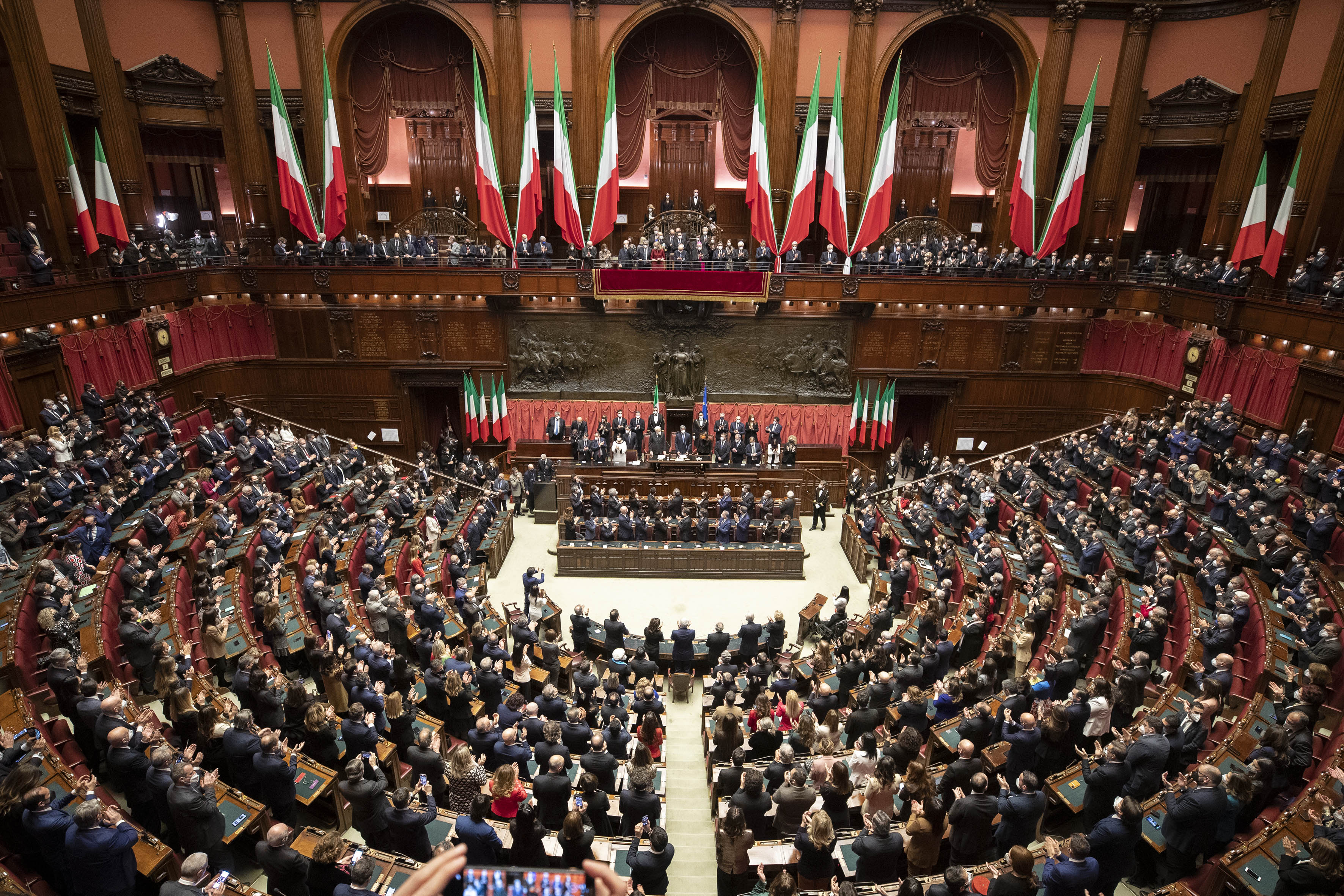
Izba Deputowanych

Włoska Izba Deputowanych liczy 400 członków. Zgodnie z obowiązującą od 2006 ordynacją wyborczą 12 posłów wybierają Włosi mieszkający poza granicami kraju. Wybory w okręgach jednomandatowych pozostały w okręgu Dolina Aosty (1 mandat) i Trydencie-Górnej Adydze (5 mandatów), zaś pozostałych wybiera się w okręgach wielomandatowych. W wyborach mogą startować zarówno pojedyncze listy, jak też koalicje (na zasadzie blokowania list). W razie nieuzyskania przez partię zwycięską 340 mandatów stosuje się tzw. premię większościową, która wyrównuje zdobyte przez nią miejsca w Izbie do tej liczby. Szczegółowe zasady rejestracji ugrupowań i przebiegu głosowania reguluje ordynacja z 4 sierpnia 1993, znowelizowana 21 grudnia 2005.

#### Senat
Ordynacja wyborcza do Senatu z 1993 jest w swym charakterze zbliżona do ordynacji w wyborach do Izby Deputowanych. Od czasu wyborów w 2006 również do tej izby senatorów (oprócz zagranicy, a także dwóch regionów z mniejszościami językowymi) wybiera się w okręgach wielomandatowych, odpowiadających w tym wypadku regionom. Próg wyborczy funkcjonuje na poziomie okręgu i wynosi 8% dla pojedynczych ugrupowań i 20% dla koalicji. Również w przypadku Senatu funkcjonuje premia większościowa, ale wynosi ona 55% i stosowana jest na poziomie okręgu, a nie całego kraju, jak w przypadku Izby Deputowanych.

### Funkcja ustawodawcza
Na mocy wprowadzonej w 2001 roku zmiany w Konstytucji utworzono wykaz siedemnastu zagadnień, w których Parlament otrzymał monopol prawodawczy oraz wykaz ponad dwudziestu zagadnień, w których uprawniony jest do regulowania obowiązujących w nich zasad podstawowych. Pozostałe regulacje należą do kompetencji władz regionów, co ustawa zasadnicza określa jako ustawodawstwo konkurencyjne.
Kompetencje i prawa Parlamentu w zakresie funkcji ustawodawczej:
- upoważnienie Prezydenta do ratyfikacji umów międzynarodowych[29];
- upoważnienie Rady Ministrów do wydawania dekretów z mocą ustaw i ich przekształcanie w ustawy[30];
- przekształcanie tymczasowych rozporządzeń z mocą ustawy w ustawy[31];
- prawo inicjatywy ustawodawczej;
- uchwalanie ustaw[32].

### Funkcja kontrolna
Kompetencje i prawa Parlamentu w zakresie funkcji kontrolnej:
- procedura odpowiedzialności ministrów przed Parlamentem[33];
- udzielanie wotum zaufania Radzie Ministrów przez obie izby;
- przeprowadzanie debat i formułowanie ocen na temat poczynań Rady Ministrów;
- możliwość zarządzania dochodzeń w sprawach stanowiących interes publiczny[34];
- rozpatrywanie sprawozdań z kontroli wykonywania budżetu sporządzanych przez Trybunał Obrachunkowy;
- możliwość kierowania zapytań przez parlamentarzystów wobec członków Rady Ministrów w określonych sprawach;
- możliwość zgłaszania interpelacji;
- szerokie uprawnienia kontrolne stałych komisji parlamentarnych[35].

## Rada Ministrów

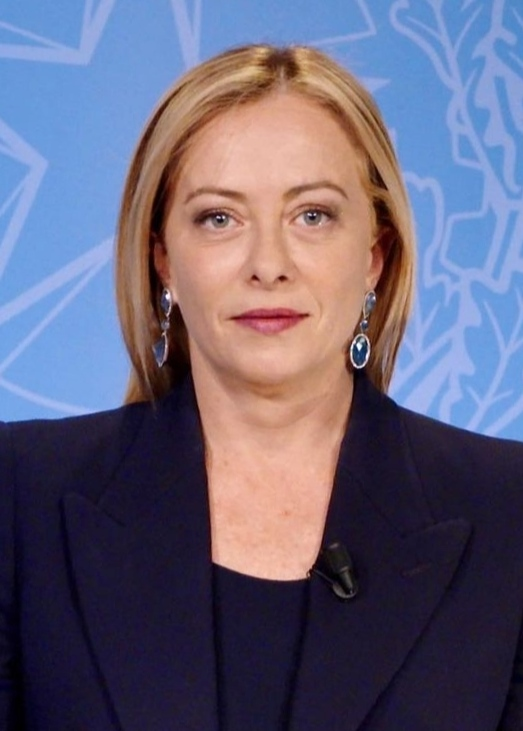
Premier Giorgia Meloni

### Powoływanie i skład
Na czele Rady Ministrów (wł. Consiglio dei Ministri) stoi powoływany przez Prezydenta Republiki premier (wł. Presidente del Consiglio dei Ministri della Repubblica Italiana). Następnie na wniosek premiera Prezydent nominuje poszczególnych ministrów. W ciągu dziesięciu dni od powstania Rada musi uzyskać wotum zaufania ze strony obu izb Parlamentu. Swoje funkcje pełni do momentu rezygnacji, utraty parlamentarnego zaufania lub ukonstytuowania się nowego Parlamentu po wyborach parlamentarnych. W przypadku zmian w składzie rządu poszczególnych ministrów odwołuje lub powołuje Prezydent na wniosek premiera.
Obecnie na podstawie ustawy o Radzie Ministrów z 23 sierpnia 1988 funkcjonuje dziewiętnaście resortów, ale dodatkowo w skład Rady Ministrów powoływani są przeważnie też ministrowie bez teki. Status ministra ma również szef rządu regionalnego Sycylii. W Radzie istnieje też urząd wicepremiera, a także komitety koordynujące pracę różnych ministerstw na danym obszarze polityki. Dodatkowym organem w Radzie Ministrów jest jego Prezydium, czyli urząd wspomagający premiera.

### Funkcje
Do podstawowych funkcji Rady Ministrów zalicza się:
- ustalanie ogólnych kierunków polityki i administrowania;
- działalność prawodawczą, w tym inicjatywę ustawodawczą;
- rozwiązywanie sporów kompetencyjnych między ministrami;
- kontrola i nadzór nad działalnością ministrów;
- wydawanie dekretów oraz rozporządzeń z mocą ustawy;
- uprawnienia nadzorcze wobec regionów[39];
- kontrasygnowanie aktów Prezydenta[40].

Szczególną pozycję w Radzie Ministrów zajmuje premier. Do jego podstawowych funkcji zalicza się:
- kierowanie ogólną polityką rządu[33];
- przewodniczenie posiedzeniom Rady Ministrów;
- pilnowanie realizacji decyzji Rady Ministrów;
- koordynacja działań ministrów[38].

### Odpowiedzialność
Za wywiązywanie się ze swych obowiązków Rada Ministrów politycznie odpowiedzialna jest przed Parlamentem. Specyfiką włoskiego systemu jest wymóg uzyskania wotum zaufania zarówno od Izby Deputowanych, jak i Senatu w osobnych procedurach. Uzyskanie wotum zaufania po raz pierwszy, przed rozpoczęciem pracy Rady Ministrów, nosi nazwę inwestytury parlamentarnej. Odrębną instytucję stanowi wotum nieufności. Wniosek o wotum nieufności może zostać zgłoszony przez minimum 10% składu jednej z izb. W związku z równorzędną pozycją Izby Deputowanych i Senatu uchwalenie wniosku już przez jedną z izb zobowiązuje rząd do ustąpienia.
Odpowiedzialność prawną ministrowie ponoszą przed sądami powszechnymi. Postawienie członka Rady Ministrów przed sądem związane jest z koniecznością uzyskania akceptacji wniosku sądu lub prokuratury przez Parlament.

### Organy pomocnicze Rady Ministrów

#### Narodowa Rada Gospodarki i Pracy
Narodowa Rada Gospodarki i Pracy (wł. Consiglio Nazionale dell’Economia e del Lavoro) jest organem reprezentującym przedstawicieli przemysłu, rolnictwa, usług oraz pracodawców i pracobiorców sektora prywatnego i publicznego. Jej członkowie pochodzą z nominacji prezydenckiej na wniosek premiera. Zadaniem Rady jest funkcja doradcza wobec Rady Ministrów i Parlamentu w kwestiach gospodarki i pracy. Ponadto jest organem opiniodawczym oraz ma prawo inicjatywy ustawodawczej.

#### Rada Stanu
Rada Stanu (wł. Il Consiglio di Stato) jest naczelną instancją sądownictwa administracyjnego oraz organem doradczym wobec Rady Ministrów. Rada pracuje w dwóch formach – jako Zgromadzenie Ogólne bądź jako jedna z trzech sekcji, tworzonych dekretem prezydenckim. Istnieje konstytucyjny wymóg niezależności członków Rady Stanu od Rady Ministrów.

#### Trybunał Obrachunkowy
Trybunał Obrachunkowy (wł. Corte dei conti) jest organem kontrolującym realizację budżetu oraz podmioty subwencjonowane z budżetu. Jego drugą funkcją jest kontrola legalności i rejestrowanie aktów wydawanych przez rząd. Ponadto Trybunał Obrachunkowy jest szczególnym rodzajem sądu administracyjnego w zakresie określonym ustawowo.

## Prezydent Republiki

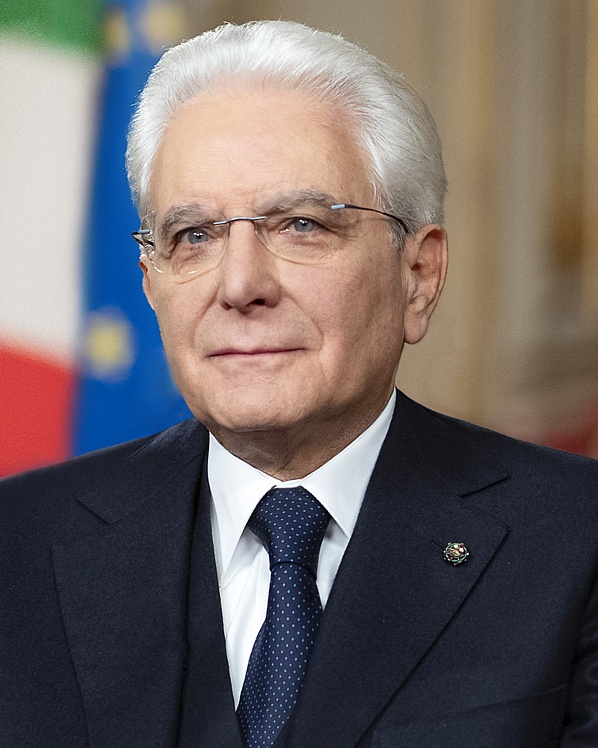
Prezydent Sergio Mattarella

Podstawowe znaczenie i charakter urzędu Prezydenta Republiki określa Konstytucja w art. 87. Podobnie jak to jest w przypadku Trybunału Konstytucyjnego, artykuł ten nie definiuje Prezydenta jako organ władzy wykonawczej, ustawodawczej czy sądowniczej, lecz jako odrębną instytucję polityczną – głowę państwa. W trakcie normalnego funkcjonowania rządu i parlamentu uprawnienia wykonawcze prezydenta są mocno ograniczone i mają głównie charakter reprezentacyjny. Wszystkie wydane przez niego akty wymagają kontrasygnaty odpowiedniego ministra, co pozostaje w zgodzie z tradycjami systemów parlamentarnych. Prezydent ma jednak sporą władzę nad systemem sądów powszechnych.
W historii Republiki Włoskiej na urząd Prezydenta powoływano przeważnie osoby cieszące się dużym autorytetem osobistym i politycznym. Praktyka ta wpłynęła na wzmocnienie wagi samego urzędu, przez co prezydentura włoska oceniana jest jako aktywna. Rola i znaczenie Prezydenta wzrasta w obliczu częstych we Włoszech kryzysów gabinetowych, gdy dalszy los rządu i parlamentu zależy w dużej mierze od postępowania głowy państwa.

### Wybór
Organem dokonującym wyboru Prezydenta Republiki (wł. Presidente della Repubblica Italiana) jest specjalne kolegium, w skład którego wchodzą:
- członkowie Izby Deputowanych;
- członkowie Senatu;
- delegaci rad regionalnych[49].

Liczące ponad 1000 osób zgromadzenie zwoływane jest przez Przewodniczącego Izby Deputowanych. Wybór dokonuje się większością 2/3 głosów. Kandydować może każdy obywatel Włoch, który ukończył 50 lat. Prawo zgłaszania kandydatów przysługuje wszystkim członkom kolegium. Kadencję Prezydenta Konstytucja określa na siedem lat, dopuszcza też możliwość reelekcji. Piastowanie tego urzędu wiąże się z zakazem sprawowania funkcji na innych stanowiskach. W razie niezdolności Prezydenta do wykonywania zadań, jego zastępcą staje się Przewodniczący Senatu.

### Funkcje
Pośród funkcji Prezydenta Republiki wyodrębnia się:
- funkcję generalną – Prezydent jako głowa państwa i reprezentant jedności narodowej[48] (wł. Il capo dello Stato e representa l’unita nazionale);
- funkcje związane z działalnością Parlamentu;
  - zarządzanie wyborów[48];
  - ustalanie pierwszego terminu posiedzenia obu izb Parlamentu[48];
  - zwoływanie sesji nadzwyczajnych Parlamentu[51];
  - kierowanie orędzi do obu izb[48];
  - promulgację ustaw[52];
  - stosowanie weta ustawodawczego[53];
  - decydowanie o rozwiązaniu Parlamentu[54];
  - mianowanie 5 senatorów dożywotnich[15];
  - zarządzanie referendów[55];
- funkcje związane z działalnością Rady Ministrów;
  - powoływanie premiera i ministrów[56];
  - mianowanie dalszych funkcjonariuszy administracji państwowej[48];
  - upoważnianie Rady Ministrów do przedstawiania projektów ustaw Parlamentowi[48];
  - ogłaszanie dekretów i tymczasowych rozporządzeń z mocą ustaw[48];
  - ratyfikacja traktatów międzynarodowych[57];
  - zwierzchnictwo nad Siłami Zbrojnymi i przewodniczenie Najwyższej Radzie Obrony[48];
  - ogłaszanie stanu wojny, uchwalanego przez Parlament[48];
- funkcje związane z działalnością sądów;
  - ułaskawianie lub łagodzenie kary[48];
  - przewodniczenie Najwyższej Radzie Sądownictwa[58];
  - mianowanie pięciu spośród piętnastu sędziów Sądu Konstytucyjnego[59];
  - mianowanie członków Zgromadzenie Plenarnego Rady Stanu oraz regionalnych trybunałów administracyjnych;
- funkcję związaną ze strukturą regionalną – prawo rozwiązywania rad regionalnych[60].

Ponadto Prezydent akredytuje i przyjmuje dyplomatów innych państw oraz nadaje odznaczenia państwowe.

### Odpowiedzialność
Z odpowiedzialności politycznej przed jakimkolwiek organem zwalnia Prezydenta zasada kontrasygnaty. Prezydent odpowiada jednak za zdradę stanu lub pogwałcenie Konstytucji przed obradującym w szczególnym składzie Sądem Konstytucyjnym, na wniosek Parlamentu.

## Władza sądownicza

### Sądownictwo powszechne

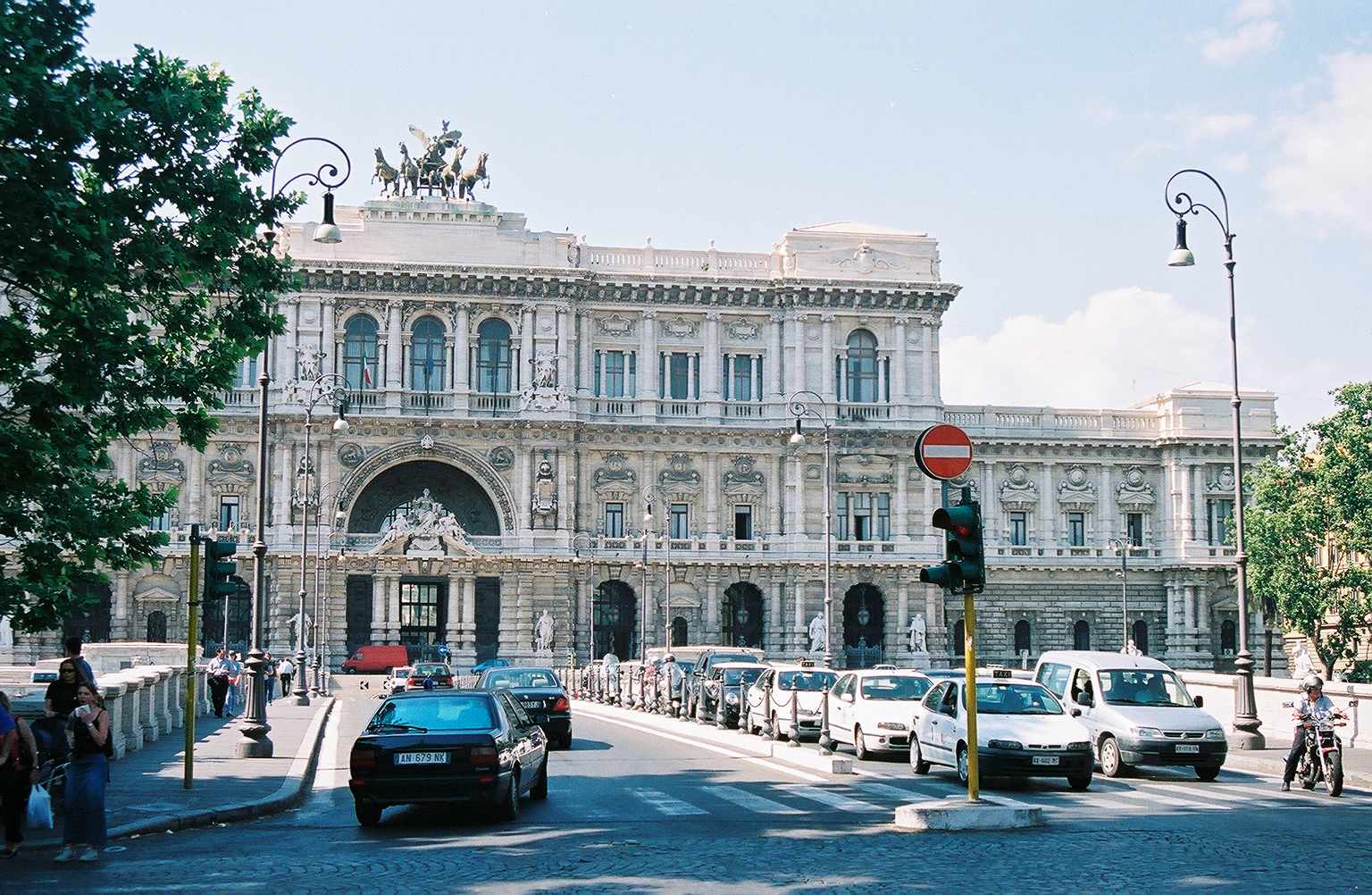
Palazzo di Giustizia – siedziba Sądu Kasacyjnego

W sprawach z zakresu prawa cywilnego orzekają:
- w I instancji;
  - sędziowie pokoju (wł. giudice di pace);
  - trybunały zwykłe (wł. tribunale ordinario) jednoosobowe;
  - trybunały zwykłe kolegialne;
- w II instancji;
  - trybunały zwykłe wobec sędziów pokoju;
  - sądy apelacyjne wobec trybunałów zwykłych;
- w III instancji;
  - Sąd Kasacyjny (wł. Corte Suprema di Cassazione)[63].

W sprawach z zakresu prawa karnego orzekają:
- w I instancji;
  - sędziowie pokoju;
  - trybunały zwykłe jednoosobowe;
  - trybunały zwykłe kolegialne;
  - sądy przysięgłych;
- w II instancji;
  - trybunały zwykłe;
  - sądy apelacyjne;
  - sądy apelacyjne przysięgłych;
- w III instancji;
  - Sąd Kasacyjny[63].

Funkcjonowanie sądów specjalnych i nadzwyczajnych jest przez Konstytucję wykluczone. System sądów określony jest jako autonomiczny i niezawisły od wszelkich innych władz, a sędziowie są niezawiśli, nieusuwalni i podlegający wyłącznie ustawom. Gwarantem tego stanu rzeczy jest Najwyższa Rada Sądownictwa, w skład której wchodzą:
- Prezydent Republiki;
- Prezes Trybunału Kasacyjnego;
- Generalny Prokurator Trybunału Kasacyjnego;
- 20 sędziów, w tym dwóch z Trybunału Kasacyjnego, wybieranych przez ogół włoskich sędziów;
- 10 członków wybieranych spośród profesorów prawa i adwokatów przez wspólne posiedzenie Parlamentu[67].

Sędziowie powoływani są na drodze konkursów, a o ich nominacji decyduje Najwyższa Rada Sądownictwa.

### Sądownictwo administracyjne
Orzecznictwo w zakresie prawa administracyjnego sprawują regionalne trybunały administracyjne oraz Rada Stanu, jako organ odwoławczy. W kompetencji trybunałów leży rozpatrywanie skarg wobec aktów administracyjnych oraz kontrola ich legalności i użyteczności oraz celowości. Uzupełnieniem systemu sądownictwa administracyjnego są szczególne sądy administracyjne, w tym Trybunał Obrachunkowy. Organem analogicznym do Najwyższej Rady Sądownictwa jest natomiast Rada Prezydialna Sądownictwa Administracyjnego.

### Prokuratura
Zgodnie z Konstytucją do systemu sądownictwa włączona jest także prokuratura. Jej urzędy funkcjonują przy każdym sądzie karnym, a prokuratorzy reprezentowani są w Najwyższej Radzie Sądownictwa. Konstytucja formułuje również gwarancje niezawisłości prokuratorów oraz nakaz wszczynania przez nich postępowań karnych.

## Ustrój terytorialny

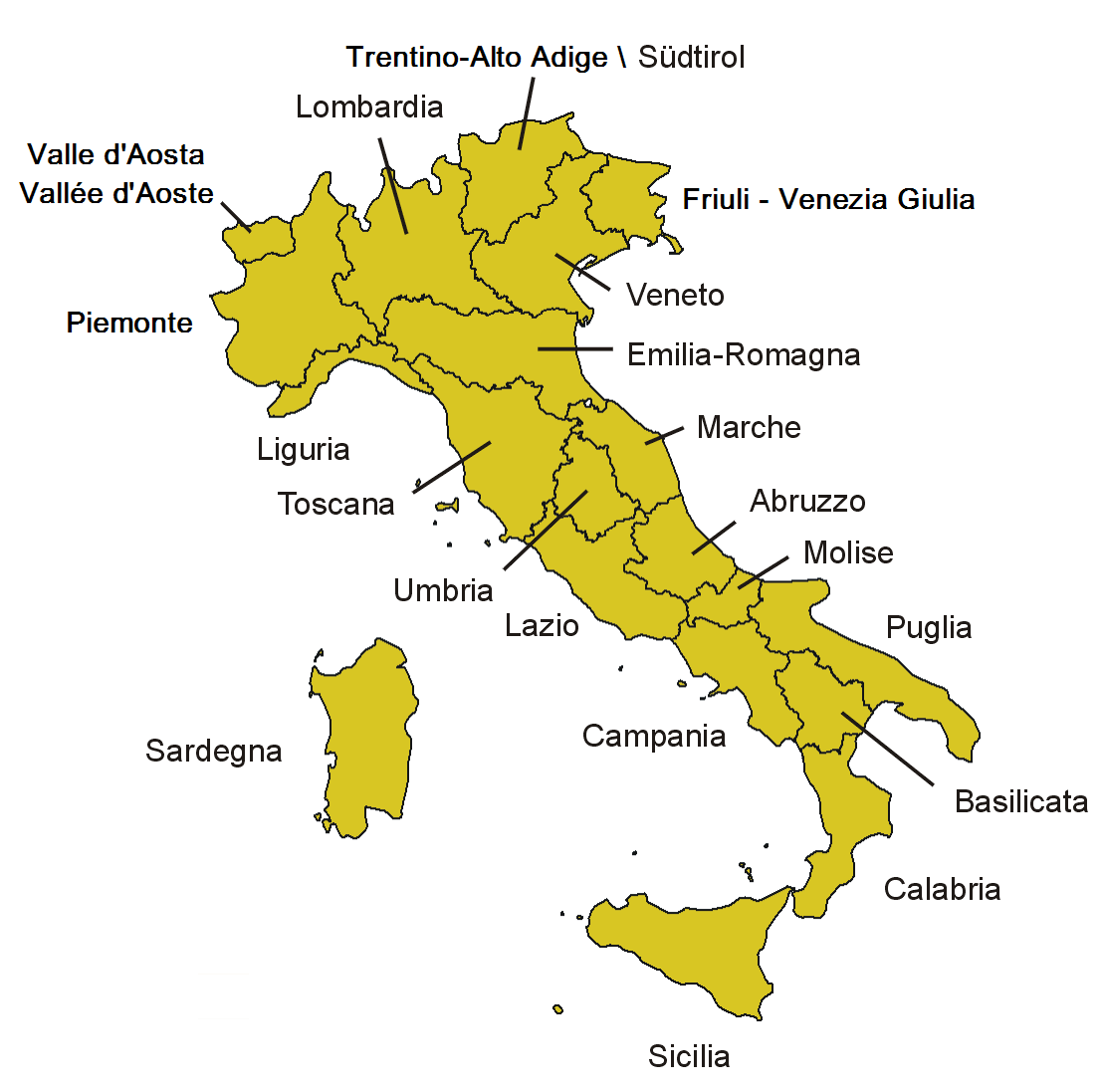
Regiony Włoch

Republika Włoska zaliczana jest do państw zdecentralizowanych, przy czym zgodnie z literą konstytucji zachowuje charakter państwa unitarnego. Obecnie Włochy dzielą się na dwadzieścia regionów, spośród których pięć to tzw. regiony specjalne. Są to:
- Sycylia[74];
- Sardynia[74];
- Trydent-Górna Adyga[75];
- Dolina Aosty[76];
- Friuli-Wenecja Julijska[77][7].

Regiony same uchwalają swoje statuty oraz mają szerokie kompetencje ustawodawcze i wykonawcze. Nie funkcjonuje w nich jednak odrębne sądownictwo, a ich mieszkańcy nie mają podwójnego obywatelstwa. Urzędnikiem koordynującym działania regionów z administracją centralną jest Przedstawiciel Państwa do spraw Autonomii Regionalnej (odpowiada polskiemu wojewodzie). Władzę ustawodawczą w regionach sprawują rady regionalne (wł. consiglio regionale), a wykonawczą komitety regionalne (wł. giunta regionale) (odpowiadają polskim zarządom województwa). Kontrola administracyjna przypisana jest regionalnym trybunałom administracyjnym.

## System partyjny
Po zakończeniu II wojny światowej włoska scena polityczna zdominowana była przez trzy ugrupowania: Chrześcijańską Demokrację (wł. Democrazia Cristiana), Włoską Partię Komunistyczną (wł. Partito Comunista Italiano) i Włoską Partię Socjalistyczną (wł. Partito Socialista Italiano). Przyjęcie zasady proporcjonalności w wyborach uniemożliwiało samodzielne rządy i skłaniało partie do wchodzenia w koalicje z mniejszymi ugrupowaniami. Podziały w Partii Socjalistycznej oraz rozwiązanie Chrześcijańskiej Demokracji i Partii Komunistycznej w latach 90. przeobraziły włoską scenę polityczną. Funkcjonujący we Włoszech system wielopartyjny określano jako charakteryzujący się niestabilnością rządów i rozdrobnieniem politycznym, jednak po wyborach parlamentarnych w 2008 roku, gdy dwie główne siły polityczne uzyskały łącznie ponad 80% głosów sytuacja ustabilizowała się.
Obecnie dominującymi partiami we Włoszech są:
- Forza Italia;
- Partia Demokratyczna (wł. Partito Democratico);
- Liga (wł. Lega).